# Bidar
Bidar (kannada: ಬೀದರ, urdu: بیدار) è una città dell'India di 172 298 abitanti, capoluogo del distretto di Bidar, nello stato federato del Karnataka. In base al numero di abitanti la città rientra nella classe I (da 100 000 persone in su).

## Geografia fisica
La città è situata a 17° 53' 60 N e 77° 32' 60 E e ha un'altitudine di 614 m s.l.m.

## Società

### Evoluzione demografica
Al censimento del 2001 la popolazione di Bidar assommava a 172 298 persone, delle quali 89 715 maschi e 82 583 femmine. I bambini di età inferiore o uguale ai sei anni assommavano a 24 885, dei quali 12 902 maschi e 11 983 femmine. Infine, coloro che erano in grado di saper almeno leggere e scrivere erano 118 735, dei quali 67 177 maschi e 51 558 femmine.

## Storia
Bidar divenne capitale del Sultanato di Bahmani nel 1424, quando Ahmad Shan vi trasferì la corte.

## Monumenti e luoghi d'interesse

### Forte di Bidar

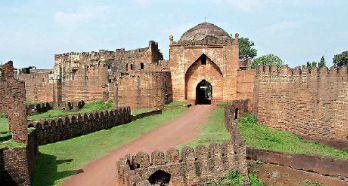
Entrata al forte di Bidar

Il forte di Bidar fu costruito nel 1428 da Ahmad Shan ed occupa la cima di una collina, difesa da una doppia cerchia di mura e da un fossato scavato nella roccia.

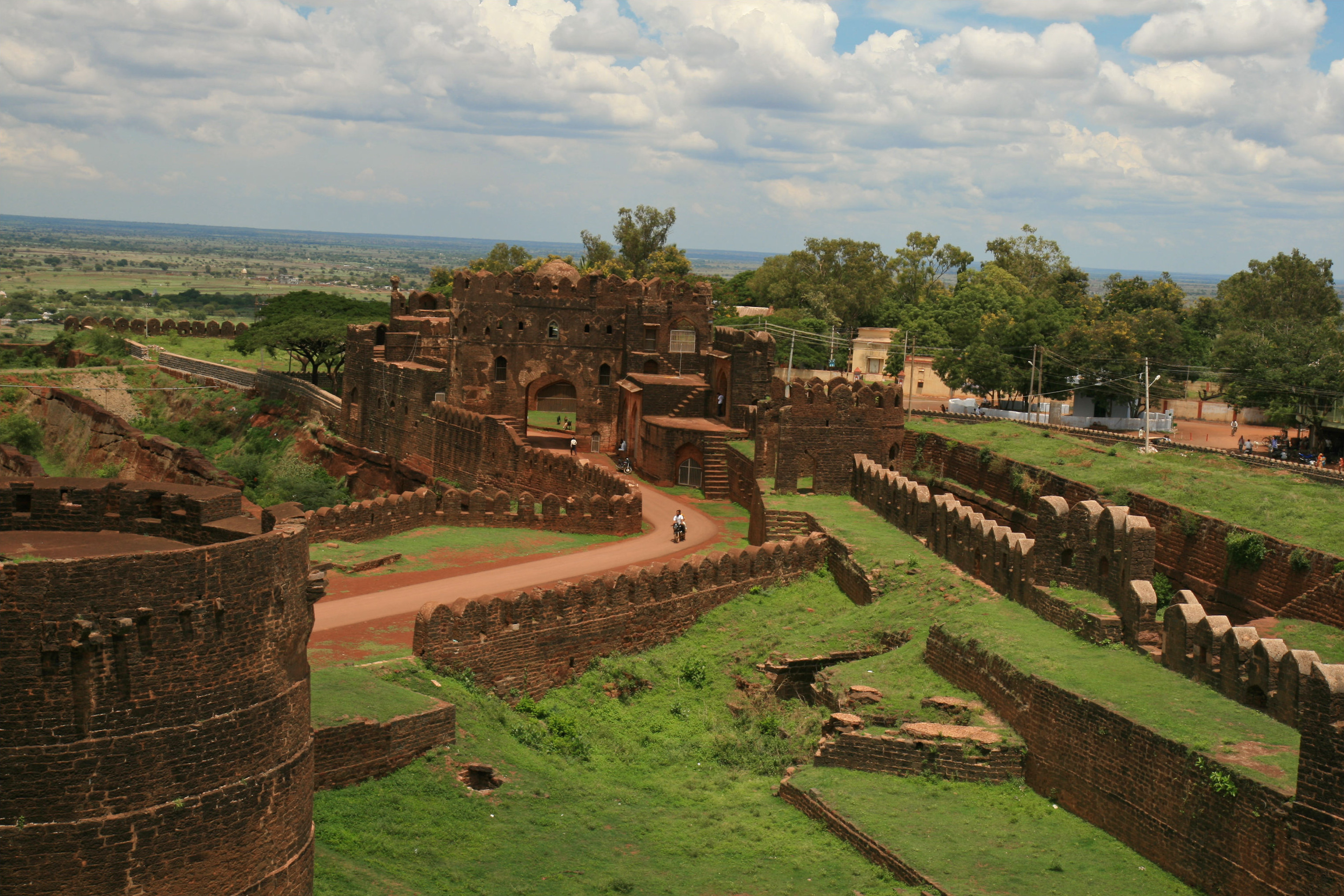
Vista panoramica del forte

Tre porte ad arco, di cui una ricoperta con piastrelle ceramiche ed un'altra con una vistosa cupola, conducono alla zona riservata alle residenze reali.
A sinistra si trova il Rangin Mahal, il palazzo reale costruito da Ali Shah Barid nel XVI secolo. Da notare la sala con colonne lignee originali, che mettono in risalto ai supporti ed agli ornamenti delle travi, e la stanza posteriore con mosaici in ceramica e decorazioni con inserti in madreperla.

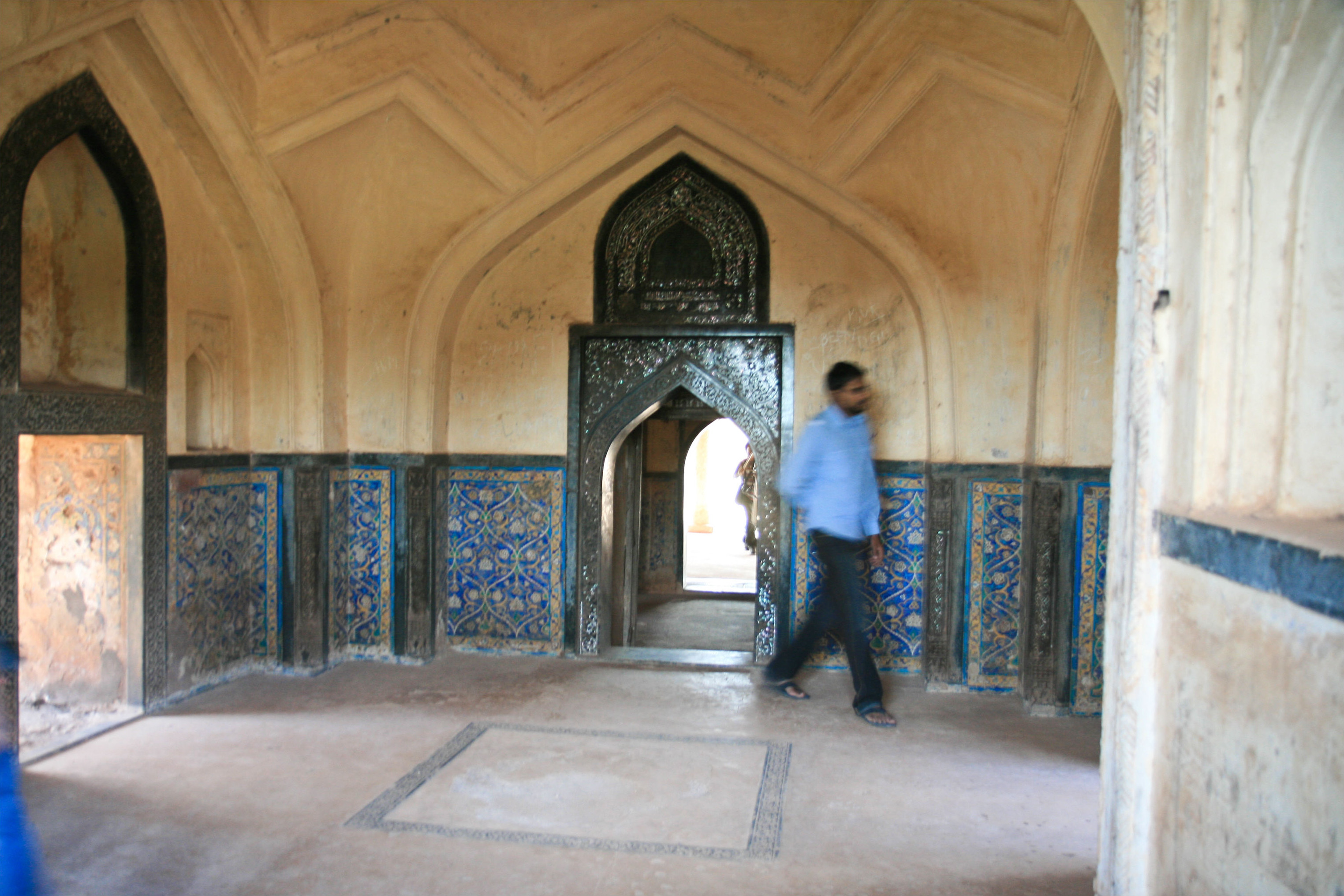
Una sala del Rangin Mahal

Accanto è posta la moschea Solah Khamba, con grandi colonne circolari, costruita nel 1327 durante il periodo Tughlak. Di fronte c'è il giardino Lal Bagh, circondato da mura e con al centro una grande peschiera dai bordi lobati.
Più a sud si trovano il Diwan-i-Am, la sala delle udienze, oramai completamente in rovina ed il Takht Mahal, un portale monumentale con ancora alcune tracce di piastrelle ceramiche esagonali decorate con gli emblemi della tigre e del sole.

## Takthti-i-Kirmani
Lungo la strada che scende dal forte si trova la porta Takthti-i-Kirmani, costruita nel XV secolo ed abbellita con motivi floreali ed arabeschi.

## Madrasa di Mahmud Gawan

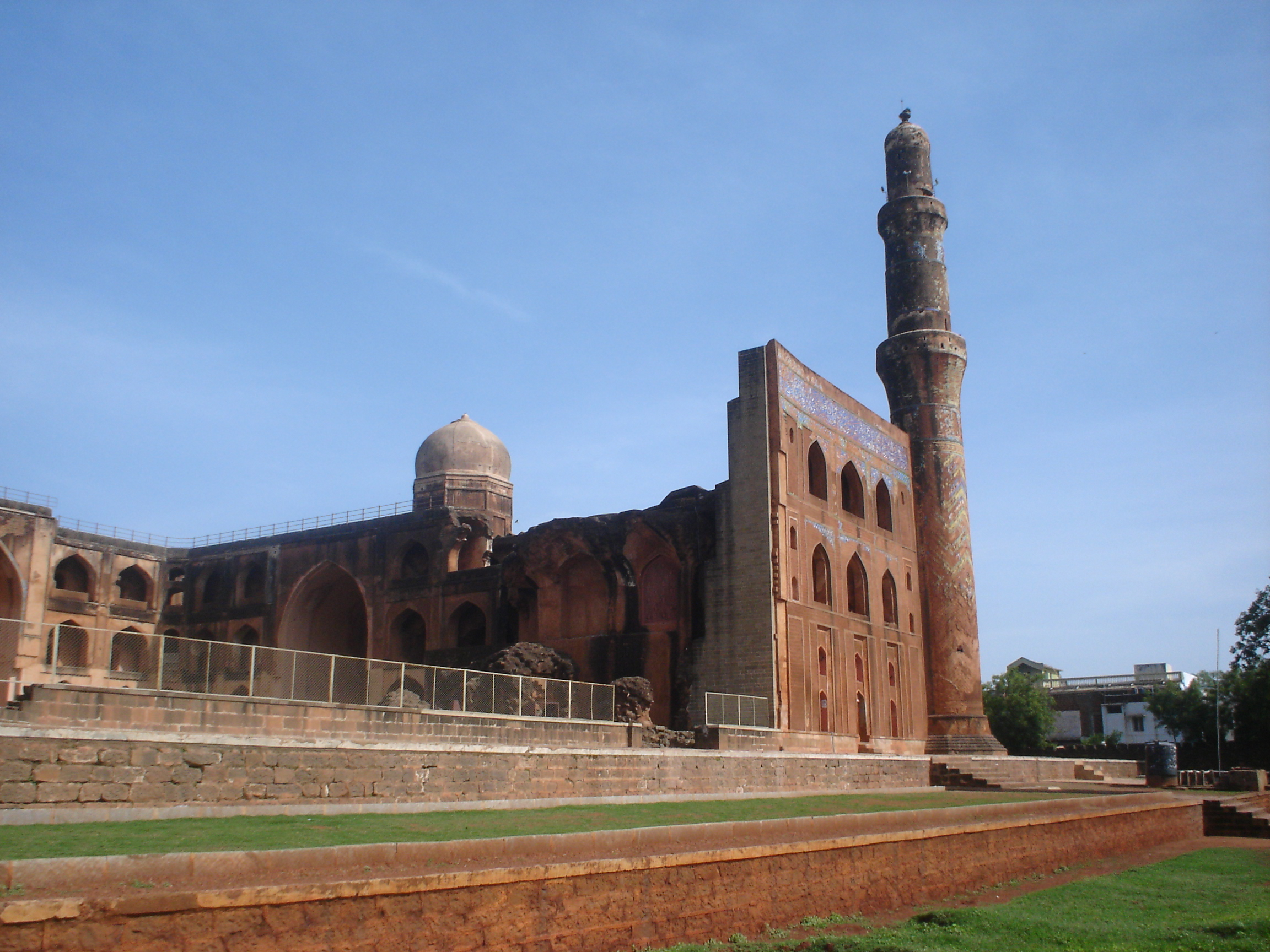
La madrasa di Mahmud Gawan

La madrasa si trova a sud della città e fu costruita anch'essa nel XV secolo. Prese il nome dal primo ministro, famoso per la propria sapienza, che era il vero detentore del potere dello stato.
A suo tempo la madrasa era una famosa scuola teologica e vantava una ricca biblioteca, piena di manoscritti. Ancora adesso è un esempio superbo dell'architettura islamica centro-asiatica; ha portali con quattro archi, posti di fronte a cupole rivolte verso un cortile centrale. Lungo i lati della facciata sono situati i minareti.
All'esterno sono ancora visibili mosaici in ceramica, tra cui da segnalare una decorazione calligrafica in colore blu intenso e bianco.

## Ashtur
Ashtur è un piccolo villaggio a circa 3 km a nord-est di Bidar, dove si trova una serie di mausolei dei sultani di Bahmani e della loro corte. Tutte le costruzioni qui presenti riflettono la crescente influenza sia a livello culturale che politico della Persia e delle popolazioni centro-asiatiche durante l'ultimo periodo della dinastia dei Bahmani.
I principali mausolei presenti nel sito sono:
- mausoleo di Ahmad Shah I Wali
- mausoleo di Aladdin Ahmad Shah II
- mausoleo di Aladdin Humayun Zalim Shah
- mausoleo di Mohammed Shah IV
- Chaukhandi, modesta tomba del santo Khalil Allah (morto nel 1400)